# Alberts Riekstiņš
Alberts Riekstiņš (ur. 30 stycznia 1907 w Rydze, zm. 8 grudnia 2004) – łotewski biegacz narciarski, olimpijczyk. Reprezentant klubu US Ryga.
W trakcie swego życia uprawiał około 30 sportów, jednak największe sukcesy odnosił w biegach narciarskich. Uczestnik igrzysk olimpijskich w Garmisch-Partenkirchen. Zajął 67. miejsce w biegu na 18 km. W sztafecie 4 × 10 km sztafeta łotewska w składzie: Herberts Dāboliņš, Edgars Gruzītis, Pauls Kaņeps, Alberts Riekstiņš osiągnęła 13. lokatę w stawce 16 zespołów.
Mistrz Łotwy w biegach na 15 km (1930), 18 km (1932, 1933), 30 km (1929, 1930), 50 km (1931, 1933). Był również dobrym wędkarzem, w wieku 78 lat był jeszcze czynnym zawodnikiem.
Podczas II wojny światowej pracował w klubie US Ryga. W czasach Łotewskiej SRR trener lekkoatletyczny.